# Крепкина, Вера Самойловна
Вера Самойловна (Самуиловна) Крепкина (до замужества — Калашникова; 16 апреля 1933, Котельнич, Горьковский край — 25 апреля 2023, Киев) — советская легкоатлетка, чемпионка Игр XVII Олимпиады в прыжках в длину, двукратная чемпионка Европы в эстафете 4×100 м, заслуженный мастер спорта СССР (1958).

## Биография
Родилась 16 апреля 1933 года в Котельниче, детство провела в городе Шарья. Мать Веры работала уборщицей в больнице, отец в начале войны отправился на фронт и не вернулся.
В 1948 году на соревнованиях железнодорожников Вера познакомилась с тренером Валентиной Александровной Дороговой, по её совету поступила в Вологодский техникум железнодорожного транспорта, продолжила заниматься лёгкой атлетикой и в 1951 году была включена в сборную СССР. В 1952 году вышла замуж за офицера-фронтовика Михаила Крепкина, вскоре переехала в Киев. Член КПСС с 1955 года. В 1961 году окончила Киевский ГИФК. Тренировалась у Александра Бабкина.
В 1950-е годы Вера Крепкина была одной из сильнейших в мире спортсменок в беге на короткие дистанции. Семикратная чемпионка СССР в спринте, в составе советской команды она дважды становилась чемпионкой Европы в эстафете 4×100 м, с 13 сентября 1958 года по 19 июля 1961 года была обладательницей мирового рекорда на стометровке — 11,3. Вера Крепкина участвовала в спринтерских забегах на Олимпийских играх в Хельсинки-1952 и Мельбурне-1956, в составе эстафеты 4×100 м занимала 4-е места.
В преддверии Олимпиады 1960 года в Риме начала осваивать новую дисциплину — прыжки в длину. За год до Олимпиады спортсменка перенесла болезнь Боткина, была исключена из состава олимпийской сборной, но приняла участие в товарищеском матче СССР — США и выиграла «золото». Благодаря личному распоряжению руководителя Госкомспорта СССР Юрия Романова Крепкина всё же отправилась на Игры в Риме, но в качестве запасной.
31 августа 1960 года на олимпийских соревнованиях по прыжкам в длину, открывавшим легкоатлетическую программу Игр, Вере Крепкиной достался 159-й номер, «соответствующий» её росту, за который советскую спортсменку называли «Русским колобком». На римском стадионе «Форо Италико» (итал. Foro Italico) Крепкина завоевала золотую медаль, победив более опытных прыгуний — чемпионку предыдущей Олимпиады Эльжбету Кшесиньскую из Польши и мировую рекордсменку Хильдрун Клаус из ГДР. Результат Крепкиной являлся новым олимпийским рекордом — 6 метров 37 сантиметров. Интересной была реакция на эту победу матери Веры Марьи Михайловны:
Мама, услышав мой голос, расплакалась. А потом стала шагами мерить нашу избу: «Раз, два, три, четыре, пять, шесть…» Вышла на крыльцо и говорит: «Я всё равно не могу понять, как Верка нашу избу перепрыгнула?»
Как и на предыдущих Олимпиадах, в Риме Вера Крепкина также выступила в спринтерских беговых дисциплинах, в составе эстафетной команды вновь заняла 4-е место.
В 1960 году Вера Крепкина была награждена орденом Ленина. В состав сборной СССР входила до 1965 года, впоследствии работала детским тренером. В 2008 году стала лауреатом украинской национальной премии «Гордость страны».
Скончалась 25 апреля 2023 года на 91-м году жизни.

## Награды
- Орден Ленина (16.09.1960) — за успешные выступления в XVII летних и VIII зимних Олимпийских играх 1960 года, а также за выдающиеся спортивные достижения[12]
- Орден княгини Ольги II степени (2019)[13]
- Орден княгини Ольги III степени (2015)[14]
- Медаль «За трудовую доблесть» (27.04.1957) — «за успехи, достигнутые в деле развития массового физкультурного движения в стране, повышения мастерства советских спортсменов, и успешное выступление на международных соревнованиях»